# Parafia Wniebowzięcia Najświętszej Maryi Panny w Dzierzgowie
Parafia pw. Wniebowzięcia Najświętszej Maryi Panny w Dzierzgowie – parafia należąca do dekanatu dzierzgowskiego, diecezji płockiej, metropolii warszawskiej.
Została erygowana w 1388.